# 澳洲燧鯛
澳洲燧鯛輻鰭魚綱金眼鯛目燧鯛亞目燧鯛科的其中一種，分布於澳洲海域，棲息深度可達1557公尺，體長可達15公分，無任何經濟價值。